# Los Angeles Rams 1990
La stagione 1990 dei Los Angeles Rams è stata la 53ª della franchigia nella National Football League e la 45ª a Los Angeles Con un record di 5-11 la squadra scese al terzo posto della division, mancando i playoff per la prima volta dal 1987.

## Roster
| Roster dei Los Angeles Rams nel 1990 |
| --- |
| Quarterback - 11 Jim Everett Running Back - 39 Robert Delpino FB - 43 Cleveland Gary - 21 Curt Warner Wide Receiver - 83 Flipper Anderson - 84 Aaron Cox - 80 Henry Ellard Tight End - 81 Pete Holohan Offensive Linemen - 61 Bern Brostek G - 72 Robert Jenkins T - 67 Duval Love G - 66 Tom Newberry C Defensive Linemen - 91 Kevin Greene DE - 70 Bill Hawkins DE - 95 Mike Piel DT Linebacker - 51 Brett Faryniarz OLB - 52 Larry Kelm MLB - 90 Mike McDonald OLB Defensive Back - 25 Jerry Gray CB - 20 Darryl Henley CB - 26 Anthony Newman FS/SS - 23 Michael Stewart SS - 37 Pat Terrell FS Special Team - 8 Keith English P - 5 Dale Hatcher P - 1 Mike Lansford K |
| Legenda - I rookie sono in corsivo. - Il primo ruolo è il principale mentre gli eventuali successivi indicano i ruoli secondari. - (IR) sta per Injured Reserve ed indica la lista ristretta per un solo giocatore infortunato che può tornare ad allenarsi dopo la settimana 6 e a rientrare in prima squadra dopo che questa ha giocato 8 partite. - (NF-Inj.) / (NF-Ill.) stanno rispettivamente per Non-Football Injured e Non-Football Illness ed indicano le liste dove viene inserito un giocatore che ha un infortunio o una malattia non dipendente dal football americano. - (PUP) sta per Physically Unable to Perform ed indica la lista dove viene inserito un giocatore mentre è in attesa di recuperare la condizione fisica. Nella stagione regolare dopo la sesta partita giocata dalla propria squadra, il giocatore ha tempo tre settimane per riprendere ad allenarsi, più tre settimane aggiuntive dal suo rientro agli allenamenti per rientrare in prima squadra. |

## Calendario
| Stagione regolare |                         |                    |
| Turno             | Avversario              | Risultato          |
| 1                 | at Green Bay Packers    | S 36–24            |
| 2                 | at Tampa Bay Buccaneers | V 35–14            |
| 3                 | Philadelphia Eagles     | S 27–21            |
| 4                 | Settimana di pausa      | Settimana di pausa |
| 5                 | Cincinnati Bengals      | S 34–31            |
| 6                 | at Chicago Bears        | S 38–9             |
| 7                 | Atlanta Falcons         | V 44–24            |
| 8                 | at Pittsburgh Steelers  | S 41–10            |
| 9                 | Houston Oilers          | V 17–13            |
| 10                | New York Giants         | S 31–7             |
| 11                | Dallas Cowboys          | S 24–21            |
| 12                | at San Francisco 49ers  | V 28–17            |
| 13                | at Cleveland Browns     | V 38–23            |
| 14                | New Orleans Saints      | S 24–20            |
| 15                | San Francisco 49ers     | S 26–10            |
| 16                | at Atlanta Falcons      | S 20–13            |
| 17                | at New Orleans Saints   | S 20–17            |

## Classifiche
| NFC West                |    |    |   |      |     |      |     |     |     |
|                         | V  | S  | P | %    | DIV | CONF | PF  | PS  | STR |
| (1) San Francisco 49ers | 14 | 2  | 0 | .875 | 4–2 | 10–2 | 353 | 239 | V1  |
| (6) New Orleans Saints  | 8  | 8  | 0 | .500 | 4–2 | 6–6  | 274 | 275 | V2  |
| Los Angeles Rams        | 5  | 11 | 0 | .313 | 2–4 | 3–9  | 345 | 412 | L4  |
| Atlanta Falcons         | 5  | 11 | 0 | .313 | 2–4 | 3–9  | 348 | 365 | W2  |